# José María van der Ploeg
José María van der Ploeg García (Barcelona, 4 de mayo de 1958) es un deportista español que compitió en vela en las clases Finn y Star; campeón olímpico en Barcelona 1992 y tres veces campeón de Europa.

## Trayectoria
Participó en tres Juegos Olímpicos de Verano, obteniendo una medalla de oro en Barcelona 1992, en la clase Finn, el séptimo lugar en Atlanta 1996 (Finn) y el octavo en Sídney 2000 (Star).
Ganó una medalla de bronce en el Campeonato Mundial de Finn de 1994 y cinco medallas en el Campeonato Europeo de Finn entre los años 1991 y 1996. En vela de crucero, en la clase J/80 fue subcampeón del Mundial de 2011 y campeón del Mundial de 2012 con el yate Nilfisk.
En 1994 fue condecorado con la Medalla de Oro de la Real Orden del Mérito Deportivo.
Aparte de su trayectoria como deportista, es director ejecutivo de una empresa de consultoría y gestión deportiva, especializada en vela.

## Palmarés internacional
| \| Juegos Olímpicos \| Juegos Olímpicos \| Juegos Olímpicos \| Juegos Olímpicos \| \| Año \| Lugar \| Medalla \| Clase \| \| ------------------ \| ------------------------------- \| ----------------- \| ---------------- \| \| 1992 \| Barcelona (España) \| Medalla de oro \| Finn \| \| Campeonato Mundial \| \| \| \| \| Año \| Lugar \| Medalla \| Clase \| \| 1994 \| Pärnu (Estonia) \| Medalla de bronce \| Finn \| \| Campeonato Europeo \| \| \| \| \| Año \| Lugar \| Medalla \| Clase \| \| 1991 \| Anzio (Italia) \| Medalla de plata \| Finn \| \| 1993 \| Estartit (España) \| Medalla de plata \| Finn \| \| 1994 \| Çeşme (Turquía) \| Medalla de oro \| Finn \| \| 1995 \| Balatonfüred (Hungría) \| Medalla de oro \| Finn \| \| 1996 \| Hospitalet del Infante (España) \| Medalla de oro \| Finn \| |                                 |                   |       |
| Juegos Olímpicos |                                 |                   |       |
| Año | Lugar                           | Medalla           | Clase |
| 1992 | Barcelona (España)              | Medalla de oro    | Finn  |
| Campeonato Mundial |                                 |                   |       |
| Año | Lugar                           | Medalla           | Clase |
| 1994 | Pärnu (Estonia)                 | Medalla de bronce | Finn  |
| Campeonato Europeo |                                 |                   |       |
| Año | Lugar                           | Medalla           | Clase |
| 1991 | Anzio (Italia)                  | Medalla de plata  | Finn  |
| 1993 | Estartit (España)               | Medalla de plata  | Finn  |
| 1994 | Çeşme (Turquía)                 | Medalla de oro    | Finn  |
| 1995 | Balatonfüred (Hungría)          | Medalla de oro    | Finn  |
| 1996 | Hospitalet del Infante (España) | Medalla de oro    | Finn  |